# Lygodactylus tolampyae
Espèce
Synonymes
- Hemidactylus tolampyae Grandidier, 1872
- Lygodactylus tuberifer Boettger, 1913

Statut de conservation UICN

 LC  : Préoccupation mineure
Lygodactylus tolampyae est une espèce de geckos de la famille des Gekkonidae.

## Répartition
Cette espèce est endémique de Madagascar.

## Description
C'est un gecko diurne et arboricole est assez élancé. Il est gris tirant sur le vert pâle, avec des points et lignes sombres. Ces lignes s'organisent sur le dos en V déformés, entourés parfois de lignes plus claires.

## Publication originale
- Grandidier, 1872 : Descriptions de quelques Reptiles nouveaux découverts à Madagascar en 1870. Annales des sciences naturelles-zoologie et biologie animale, ser. 5, vol. 15, p. 6-11 (texte intégral).